# Kaho
kaho（カホ、本名非公開、1998年11月1日 - ）は、日本の元歌手。

## 来歴・人物
東京都出身。父親は金原宜保、母親は河合奈保子。
両親の影響で幼少期から音楽に親しみ、6歳頃には母親の見よう見まねでピアノを弾くようになる。その後、12歳の時から自宅に備わっていた本格的な音楽設備を用いて、本格的に作詞、作曲を開始した。父親を通じてデモ音源を聴いた三宅彰がソニー・ミュージックに持ち込み、契約を結んだ。2013年11月27日に両A面シングル「every hero/Strong Alone」でデビューした。
2013年12月26日放送の「kahoのオールナイトニッポンGOLD」（ニッポン放送制作、全国19局ネット）でラジオパーソナリティに初挑戦した。
2014年4月頃、ソニー・ミュージックレコーズと契約終了。翌2015年10月に週刊誌・女性自身で「今は学業の方に専念して欲しい」という母親の強い希望もあってか、主だった音楽活動は停止中と報道していた。
2017年12月、再び女性自身によると既にkahoの歌手活動は「引退状態」であると報じている。

## ディスコグラフィ

### シングル
| 「every hero/Strong Alone」                        | 「every hero/Strong Alone」        |   |
| kaho の シングル                                   | kaho の シングル                   |   |
| 初出アルバム『-』                                  | 初出アルバム『-』                  |   |
| -------------------------------------------------- | ---------------------------------- | - |
| B面                                                | Victory                            |   |
| リリース                                           | 2013年11月27日                     |   |
| 規格                                               | CD                                 |   |
| ジャンル                                           | J-POP                              |   |
| 時間                                               | 28分41秒                           |   |
| レーベル                                           | gr8!records                        |   |
| 作詞・作曲                                         | kaho 本田優一郎 Kuroda Akitoshi    |   |
| プロデュース                                       | 三宅彰                             |   |
| チャート最高順位                                   |                                    |   |
| - 週間34位（オリコンシングルチャート）             |                                    |   |
| kaho シングル 年表                                 |                                    |   |
| \| - \| every hero/Strong Alone （2013年） \| - \| |                                    |   |
|                                                    |                                    |   |
| テンプレートを表示                                 |                                    |   |
| -                                                  | every hero/Strong Alone （2013年） | - |

| - | every hero/Strong Alone （2013年） | - |

## タイアップ
| 曲名       | タイアップ                                   |
| ---------- | -------------------------------------------- |
| every hero | フジテレビ系ドラマ「ミス・パイロット」主題歌 |